# نظام أباد (فسا)
نظام أباد (بالفارسية: نظام‌آباد) هي قرية تقع في قسم ششده الريفي في إيران. يقدر عدد سكانها بـ 181 نسمة.